# C/1847 T1
米切爾小姐的彗星（正式的名稱是C/1847 T1）是美國天文學家瑪麗亞·米切爾在1847年10月發現的一顆非週期彗星。
起初，這一發現被歸功於弗朗西斯科·德維克。德維克在羅馬觀察，是第一個在歐洲報告發現這顆彗星的人。然而，米切爾比德維克早兩天就在美國發現這顆彗星，因此她被認定是這顆彗星的發現者。